# 北方鰍
北方鰍為輻鰭魚綱鯉形目鰍科的其中一種，為溫帶淡水魚，分布於亞洲阿穆爾河流域，體長可達10公分，棲息在底中層水域，生活習性不明。

## 扩展阅读
維基物種上的相關：北方鰍